# Hexplore
Hexplore est le nom d´un jeu vidéo de rôle et d'action publié en 1998 par Infogrames et Heliovisions Productions.

## Le jeu
Hexplore est un jeu de rôle dans le contexte médiéval de l'an mille. Le joueur incarne McBride, un aventurier, et doit rassembler une équipe de combattants avant de se lancer à l'assaut des glores, monstres hostiles, et de leur maître Garkham, un puissant sorcier.

## Les personnages
- McBride : Il faisait partie des guerriers partis pour la croisade du Moyen-Orient. Il reste le seul être encore en état de combattre à la suite de l'attaque des glores sur le camp des croisés. Aventurier et héros principal du jeu, McBride sait manier le katana, les explosifs, les poisons et autres sabres magiques. Il est aussi efficace pour soigner son équipe avec sa potion de soin.
- Drulak : Cet archer est le deuxième héros du jeu, rencontré sur un pont par McBride. Il possède un arc ainsi qu'une épée courte. Plus tard dans le jeu, il pourra s'équiper d'une arbalète, de shurikens et de  projectiles empoisonnés.
- Vigrad : Troisième héros rencontré près du village de Zarko, sa puissance d'attaque est sans égale. Son arme principale est une lourde hache pouvant faire des ravages dans le camp ennemi, mais il pourra également s'équiper d'une massue et de hachettes avec lesquelles il pourra attaquer ses ennemis à distance.
- Uraeus : Quatrième et dernier héros, Uraeus est un magicien qui protégeait le village de Zarko des glores grâce à un sceau ensorcelé avant de venir rejoindre l'équipe de McBride. Il maîtrise des sorts puissants parmi lesquels la foudre, le feu, l'invisibilité, l'invincibilité…
- Garkham : L'ennemi principal du jeu. Il est le maître de tous glores et autres créatures démoniaques.

## Les monstres
- Glores : Rencontrés dès le premier niveau, les glores sont les ennemis les plus basiques du jeu qui s'apparentent à des monstres assez gros mais pas bien futés. Il en existe deux sortes, les gris, qui attaquent au corps à corps à l'épée, et les bleus qui peuvent blesser à distance en lançant des projectiles.
- Zombis : Plus puissants que les glores, les zombies sont des corps en décomposition ressuscités et ensorcelés par Garkham et ses funestes sorciers. Ils attaquent au corps à corps à l'aide d'une sorte de sabre.
- Zligs : Sortes de macaques, les Zligs sont les ennemis les plus faibles du jeu. Ils attaquent au corps à corps à mains nues.
- Capitaines de la garde : Puissants chefs de l'armée des glores, ils s'apparentent à d'immenses et sombres guerriers. Au moyen d'épées magiques, ils attaquent à distance en lançant soit des éclairs soit des boules de feu.
- Fantômes : Rencontrés dans les tours de garde à partir du deuxième niveau, ils sont créés par des générateurs de fantômes. Ils attaquent nombreux au corps à corps. Il vaut mieux détruire en premier leur générateur pour qu'ils ne se reproduisent plus.
- Loups : Rencontrés au troisième niveau près du village de Troon, ces créatures des neiges possèdent environ la puissance d'un glore.
- Loups garous : Ils sont également rencontrés près de Troon mais sont bien plus féroces que les loups. Leur force équivaut à celle d'un zombie.
- Batracides : Crapauds pouvant attaquer  à distance.
- Krilons : Monstres étranges rencontrés pour la première fois dans la forteresse de Garkham (niveau 4). À l'instar d'Uraeus le magicien, ils sont capables d'attaquer grâce à des nuages d'éclairs.
- Brigands : Armés de sabres, ils attaquent dans les rues étroites d'Istarun.
- Soldats Occidentaux : Soldats de l'armée d'Occident, ils ont été ensorcelés par Garkham.
- Golems : Puissants monstres de pierre crachant des flammes.